# Floating into the Night
Floating into the Night – debiutancki album muzyczny amerykańskiej piosenkarki Julee Cruise. Został wydany 12 września 1989 przez wytwórnię Warner Bros. Records.

## Album
Album Floating into the Night został wyprodukowany wspólnie przez kompozytora Angelo Badalamenti i reżysera Davida Lyncha. Badalamenti skomponował muzykę, do której Lynch napisał teksty. Z albumu zostały wydane dwa single: Falling oraz Rockin' Back Inside My Heart, które pojawiły się także w serialu Miasteczko Twin Peaks. Instrumentalna wersja Falling została wykorzystana w czołówce serialu.
Obok singli można było również usłyszeć w serialu kilka innych utworów, takich jak Into the Night, The Nightingale i The World Spins. Utwór Mysteries of Love występuje w filmie Blue Velvet (1986); Rockin' Back Inside My Heart, Into the Night, I Float Alone oraz The World Spins są obecne w sztuce Lyncha pt. Industrial Symphony No. 1 (1990); The World Spins znajduje się także na albumie ścieżki dźwiękowej z filmu The Company (2003).

## Lista utworów
Poniżej znajduje się kompletna lista utworów w albumie. Tekst został napisany przez Davida Lyncha, muzykę skomponował Angelo Badalamenti.
| nr                 | Tytuł                        | Długość |
| ------------------ | ---------------------------- | ------- |
| 1                  | Floating                     | 4:51    |
| 2                  | Falling                      | 5:45    |
| 3                  | I Remember                   | 4:11    |
| 4                  | Rockin' Back Inside My Heart | 5:45    |
| 5                  | Mysteries of Love            | 4:27    |
| 6                  | Into the Night               | 4:42    |
| 7                  | I Float Alone                | 4:33    |
| 8                  | The Nightingale              | 4:54    |
| 9                  | The Swan                     | 2:28    |
| 10                 | The World Spins              | 3:36    |
| Całkowita długość: | Całkowita długość:           | 47:56   |

## Personel
| - Julee Cruise – śpiew - Eddie Dixon – gitara elektryczna - Vinnie Bell – gitara elektryczna - Kenny Landrum – syntezator - Angelo Badalamenti – syntezator, pianino, aranżacja, orkiestracja - Al Regni – saksofon tenorowy, klarnet | Personel techniczny - David Lynch – produkcja - Angelo Badalamenti – produkcja |

| - Art Pohlemus – inżynieria, mixing (#5) - Jay Healy – mixing (#1 – #4, #6 – #9) - Mike Krowiak – mixing (#10) - Tim Leitner – mixing (#10) - Stephen Marcussen – mastering | Personel artystyczny - David Lynch – fotografia - Tom Recchion – design |

## Klasyfikacje
| Lista (1990)             | Szczytowa pozycja |
| ------------------------ | ----------------- |
| U.S. Billboard 200       | 74                |
| Lista (1991)             | Szczytowa pozycja |
| Australian Albums Chart  | 21                |
| New Zealand Albums Chart | 11                |
| Swedish Albums Chart     | 36                |